# 3442 Яшин
3442 Яшин (3442 Yashin) — астероїд головного поясу, відкритий 2 жовтня 1978 року.
Тіссеранів параметр щодо Юпітера — 3,158.
Названо на честь радянського футбольного воротаря Лева Яшина.